# 乔瓦尼·秦梯利
乔瓦尼·秦梯利（義大利語發音：[dʒoˈvanni dʒenˈtiːle]；1875年5月30日—1944年4月15日）是意大利的一位新黑格尔唯心主义哲学家。《意大利百科全书》主编。
比萨大学毕业，是贝奈戴托·克罗齐的同僚。曾任罗马大学哲学史教授，出版了一本《马克思的哲学》。后信奉法西斯主义，自称为“法西斯主义的哲学家”，曾为贝尼托·墨索里尼代笔写作《法西斯的教条》（1932年）一书。还担任其教育部长。他自创了行动唯心主义的哲学体系。
秦梯利在1944年被意大利游击队暗殺。